# Theodor Graswinckel

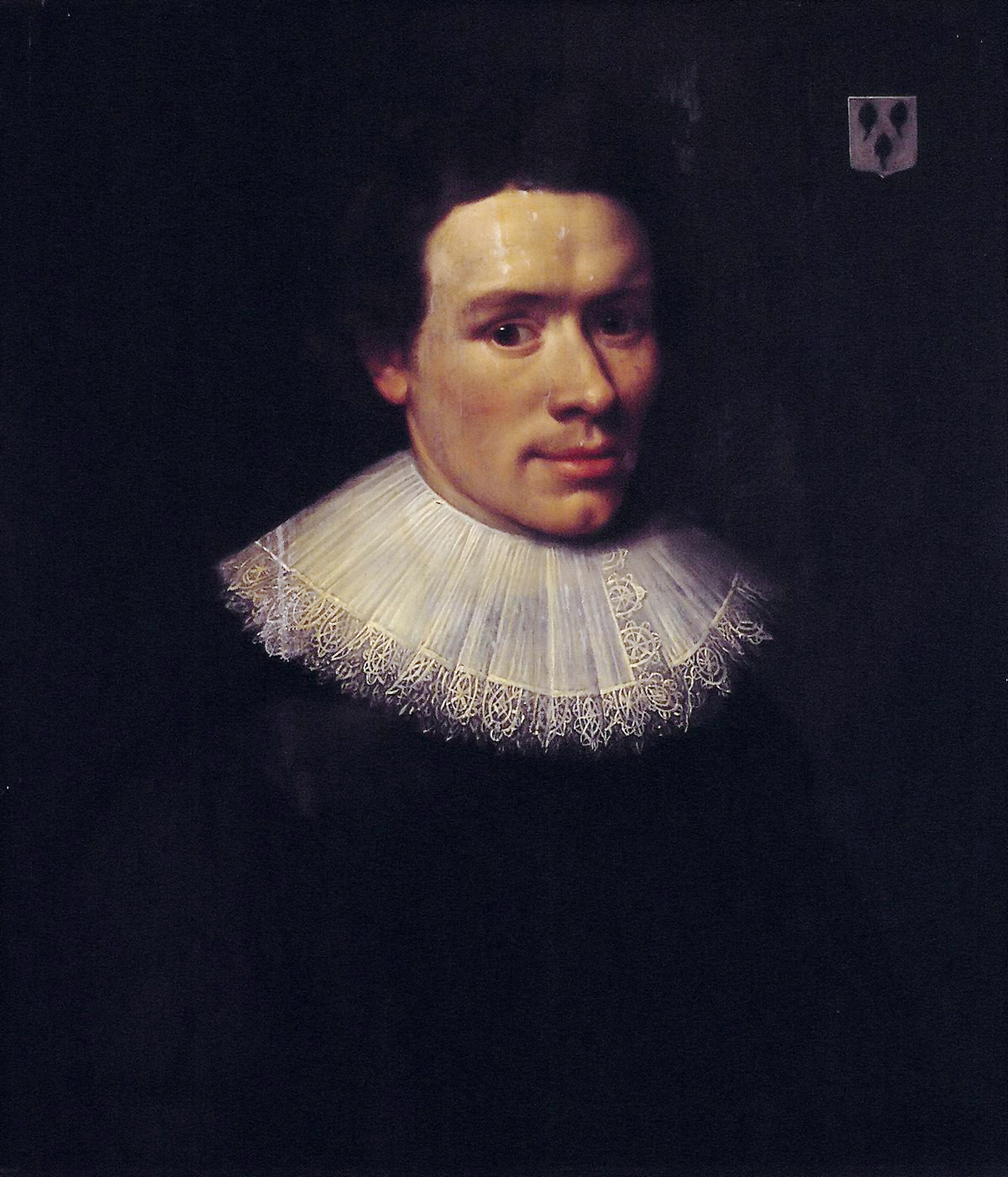
Michiel van Mierevelt: Porträt Graswinckels von 1623

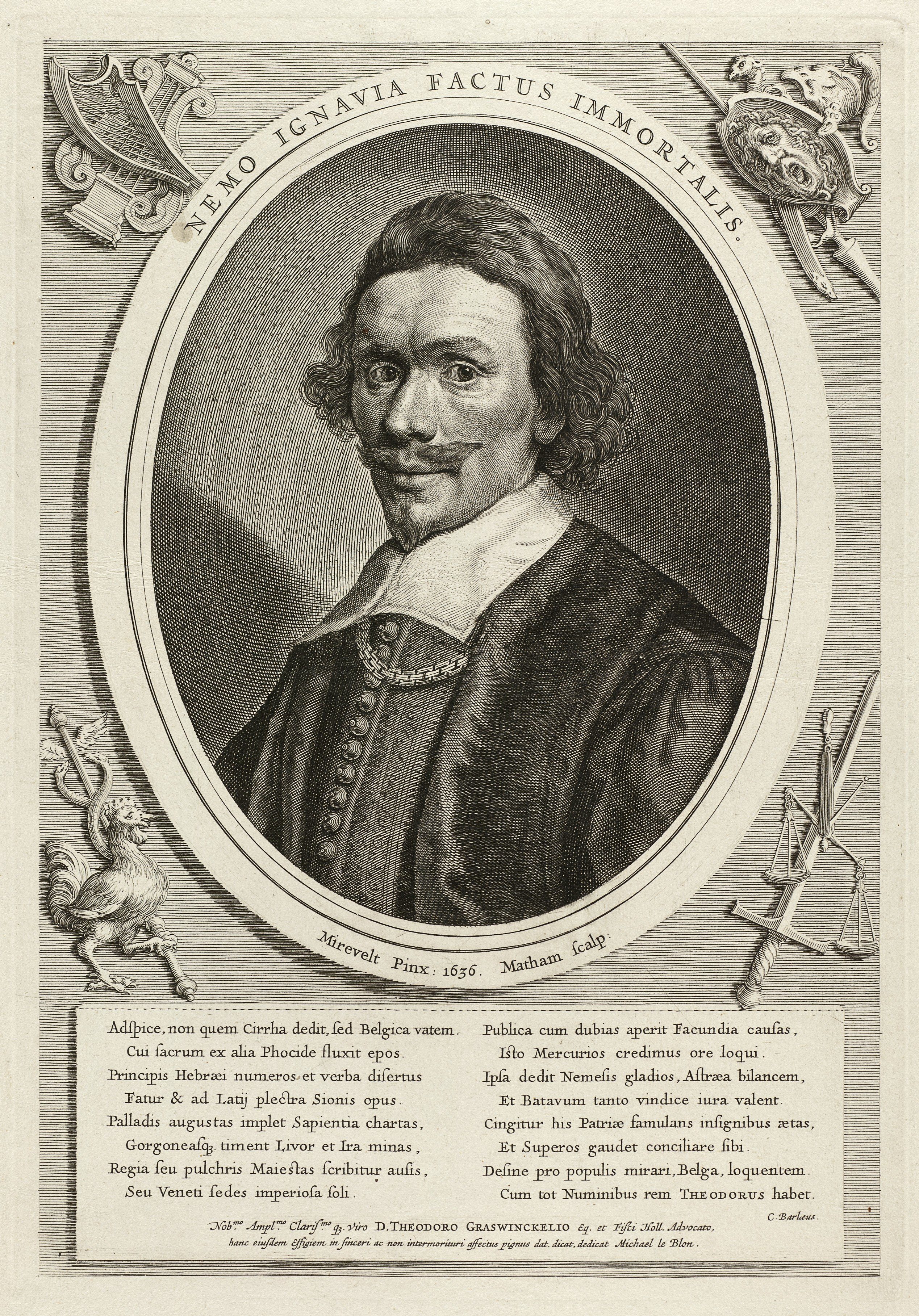
Kupferstich von Theodor Matham nach einem Gemälde von Michiel van Mierevelt aus dem Jahr 1636, nebst einem lateinischen Gedicht von Caspar Barlaeus, signiert und datiert

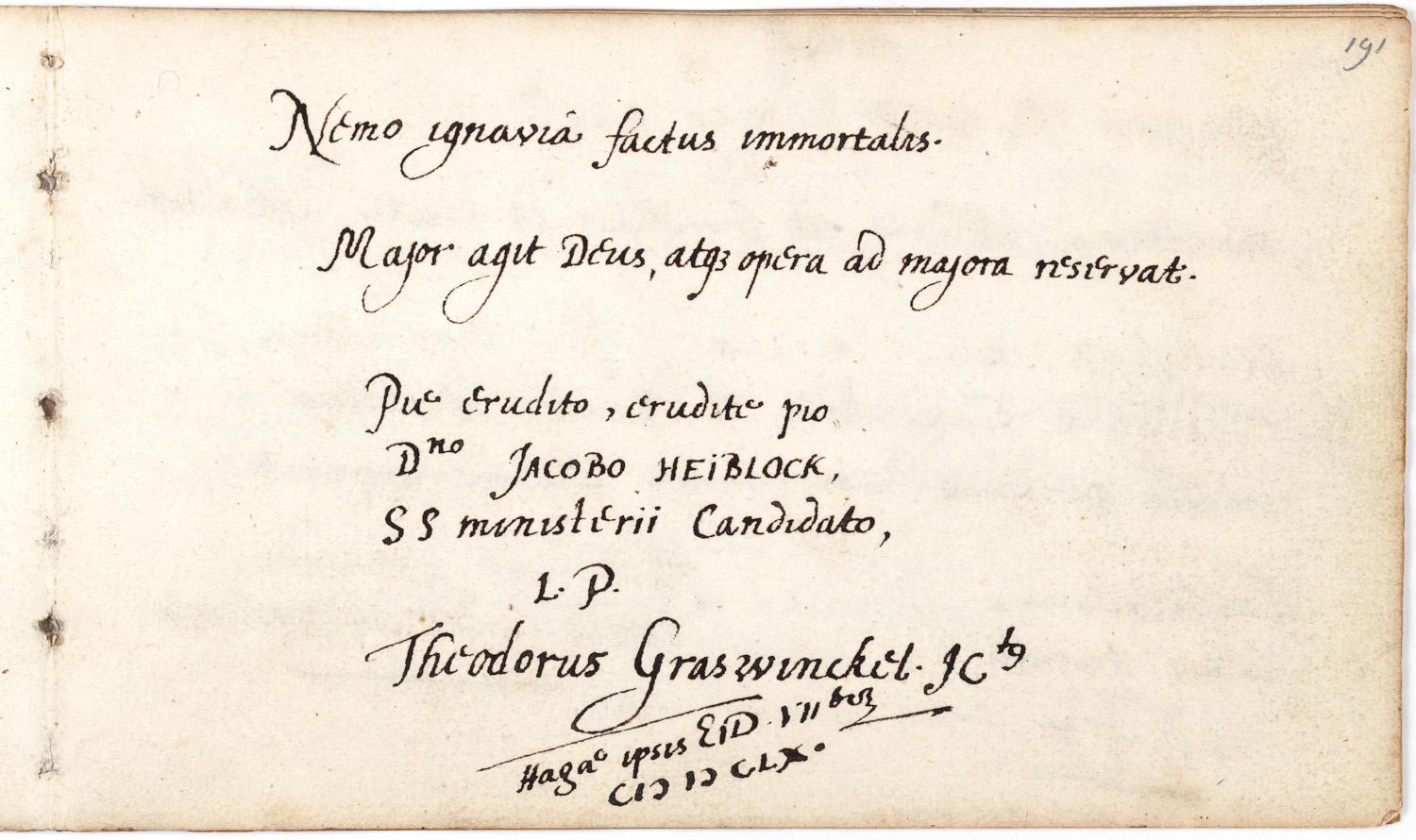
Handschriftlicher Eintrag in einem album amicorum „D^{no} Jacobo Heiblock“, 13. September 1660

Theodor Graswinckel  (* 1. Oktober 1600 in Delft; † 12. Oktober 1666 in Mechelen), auch Dirk oder Dirck, war ein niederländischer Jurist und Verfechter der Freiheit der Meere. Auch betätigte er sich als Übersetzer von Thomas a Kempis.

## Leben und Werk
Graswinckel kam als Sohn des Abrahamsz Graswinckel (etwa 1576–1636) und der 1578/79 geborenen Jetti Jansdr Basius zur Welt. Er immatrikulierte sich am 19. September 1614 an der 1575 gegründeten Universität Leiden in den arti. Danach begab er sich nach Franeker, um dort zusätzlich ein Studium der Rechte aufzunehmen. Dort lernte er bei Paulus Busius. Am 15. Dezember 1621 wurde er am holländischen Gerichtshof vereidigt, bereits wenige Tage später, am 19., erlangte er den Doktorgrad mit dem Dissertationstitel Theses inaugurales ex materia ultimarum voluntatum desumptae.
Von Franeker lebte von 1623 bis 1625 in Paris, wo er sich Hugo Grotius anschloss, einem entfernten Verwandten – Alida, eine Cousine Graswinckels, hatte Grotius geheiratet –, mit dem ihn eine Freundschaft verband und den er gegen Johannes a Felden verteidigte. 1626 ließ er sich als Jurist in Dordrecht nieder und wurde Stadtrat. 1629 spendete er eine große Summe Geldes für den Bau einer Kirche der Remonstranten, denen auch Grotius anhing.
Ab 1636 beriet er den Oranier Friedrich Heinrich (1584–1647). Auch beriet er das nordholländische Quartier, das Noorderwartier, ab 1633 die Republik der Vereinigten Niederlande. 1639 beriet er die Niederländische Ostindien-Kompanie, 1640 die Stadt Groningen.
1646 erbte er von seinem Onkel die Seigneurie Holy im Gebiet von Rotterdam; im selben Jahr wurde er zum advocaat fiscaal Hollands erhoben, ein prestigeträchtiges Amt, das zuvor auch Grotius bekleidet hatte. 1637 wurde er vom schwedischen König in den Rang eines Pari erhoben, am 30. Januar 1645 durch die Republik Venedig in den Rang eines Markusritters, eines Cavaliere di San Marco, erhoben.
Mit einer eigenen Schrift wandte er sich gegen die anonyme, anti-venezianische Schrift Squitinio della liberti veneta, die 1612 veröffentlicht worden war. Seine Verteidigungsschrift erschien 1634 unter dem Titel Libertas Veneta. Zugleich wandte sich Graswinckel darin gegen den Schotten William Welwod (1578–1622), der als erster auf dem Gebiet der britischen Inseln eine Arbeit zum Seerecht formuliert hatte und sich dabei gegen die Forderung Grotius’ nach der Freiheit der Meere ausgesprochen hatte. Seine Schrift De iure maiestatis dissertatio widmete er der Königin Christina von Schweden. Zahlreiche seiner Schriften wurden nie veröffentlicht.
Graswinckel verteidigte zwar den Absolutismus, also den Souverän, der nur Gott Rechenschaft schuldete, aber er erkannte auch den Adelsrepubliken, also vor allem den Niederlanden oder der Republik Venedig, diesen Status zu (Republikanischer Absolutismus). Während Paolo Sarpi (Della potestà) den Absolutismus von Gott herleitete, betonte Grotius (De iure summarum potestatum), der absolute Herrscher, sei es eine Einzelperson oder ein Gremium, erkenne keine Macht über sich an, außer Gott. Gegen die Ableitung von Gott, die ohne eine Form der Abmachung, des Vertrages, mithin einer Abtretung der Volksrechte unter Verzicht auf sein Naturrecht auskam, wandte sich Ulrich Huber. Graswinckel zielte, wie Alberto Clerici annahm, darauf ab, die Rechte der Republiken gegenüber den absolutistischen Monarchien zu stärken, weniger den Absolutismus als Verhältnis von Souveränem Herrscher und Untertanen herzuleiten.

## Veröffentlichungen (Auswahl)
- Theodori GrasuuinckelI Delphensis, I.C. Libertas Veneta. Siue Venetorum in se ac suos imperandi ius. Assertum contra anonymum Scrutinii scriptorem, ex officinâ Abrahami Commelini, Leiden 1634. (Digitalisat)
- De Jure Majestatis, 1642. (Digitalisat)
- Dissertatio de iure praecedentiae inter Serenissimam Venetam Rempublicam et serenissimi Sabaudiae ducem, apposita dissertatione iussu serenissimi Sabaudiae ducis evulgatae, Leiden 1644. (Digitalisat)
- Maris liberi vindiciae: adversus P. B. Burgum, 1652.
- Stricturae ad censuram Joannis à Felden, 1654. (Digitalisat)
- De fide haeredibus & rebellibus servanda, 1660.
- Nasporinge van het Recht van de opperste Macht toekom-mende de Edele Groot Mogende Heeren de Heeren Staten van Holland en Westvriesland, 1667 (Neuauflage 1674).